# Éric Hazan

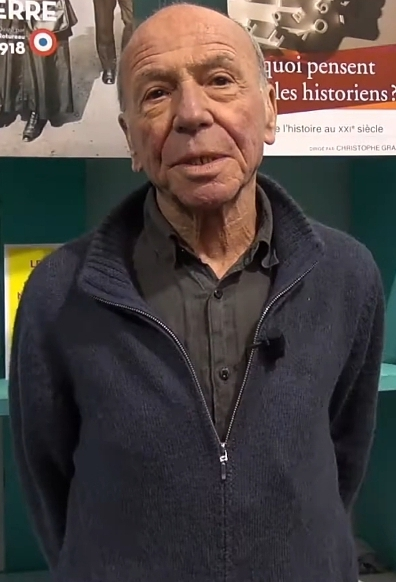
Éric Hazan, 2013

Éric Hazan (* 23. Juli 1936 in Neuilly-sur-Seine; † 6. Juni 2024 in Paris) war ein französischer Autor, Verleger und Chirurg.

## Leben und Werk
Éric Hazan wurde als Kind einer staatenlosen palästinensischen Mutter und eines aus Ägypten stammenden jüdischen Vaters geboren. Während des Algerienkrieges setzte er sich für die Belange der FLN, der Front de Libération Nationale, der algerischen Befreiungsfront ein. Nach Abschluss eines Medizinstudiums spezialisierte er sich auf Herzchirurgie.
Während des libanesischen Bürgerkrieges ging Hazan in den Libanon, um dort den fortschrittlichen Palästinensern als Arzt zu dienen. Er ist Gründungsmitglied der Französisch-Palästinensischen Medizinischen Vereinigung. Ferner war er als unterstützendes Mitglied aktiv im Russell-Tribunal zu Palästina, das seit 2009 tätig ist. 2010 unterzeichnete er mit anderen eine kontrovers aufgenommene Petition in der Zeitung Libération, in welcher die Polizeikräfte bei ihrem Auftreten 2006 in Villiers-le-Bel, Département Val-d’Oise, als Besatzungsarmee bezeichnet wurden.
Hazans Vater Émile hatte vierzehn Jahre lang als Herausgeber von Kunstbüchern gearbeitet. Sein Sohn Fernand gehörte zur Geschäftsleitung, bis der Verlag an den Verlag Hachette verkauft wurde. 1998 gründete Hazan Éditions La fabrique. Der Verlag wurde nach Einschätzung von Christopher Wimmer zum einflussreichsten linksradikalen Verlag in Frankreich. Darin erschienen Bücher von Jacques Rancière, Silvia Federici und Alain Badiou. Aufmerksamkeit erregte die Herausgabe des Buches Der kommende Aufstand im Jahr 2007.
Als Autor beschäftigte sich Hazan mit  der Geschichte von Paris (L’Invention de Paris, dt. Die Erfindung von Paris), der Französischen Revolution und Aufständen. Er arbeitete auch als Übersetzer, so zum Beispiel von Werken Edward Saids.
Im Juni 2024 starb er im Alter von 87 Jahren.

## Veröffentlichungen (Auswahl)
- 2002: L’Invention de Paris, Collection Fiction et Cie. Éditions Seuil, Paris, ISBN 2-02-054093-2.
  - 2006: Die Erfindung von Paris: Kein Schritt ist vergebens. Ammann, Zürich, ISBN 3-250-10443-4. – 2020: Erweiterte Neuausgabe. Matthes & Seitz, Berlin, ISBN 978-3-95757-794-8.
- 2004: Chronique de la guerre civile. Éditions La fabrique, Paris, ISBN 2-913372-32-5.
- 2005: Faire mouvement. Recueil dentretiens avec Matthieu Potte-Bonneville, L’Échappee 2005, ISBN 2-35096-005-6.
- 2006: LQR: la propagande du quotidien. Liber-Raisons d’agir, ISBN 2-912107-29-6.
- 2006: Notes sur l’occupation: Naplouse, Kalkiliya, Hébron. Éditions La fabrique, Paris, ISBN 2-913372-32-5.
  - 2008: Reise nach Palästina: Notizen aus Nablus, Kalkilia, Hebron. Edition Nautilus, Hamburg, ISBN 978-3-89401-570-1.
- 2007: Changement de propriétaire, la guerre civile continue. Éditions Seuil, ISBN 978-2-02-096165-3.
- 2011: mit Alain Badiou: L’Antisémitisme partout. Aujourd’hui en France. Éditions La fabrique, Paris, ISBN 978-2-35872-018-2.
- 2011: Paris sous tension. Éditions La fabrique, Paris, ISBN 978-2-35872-020-5.[3]
- 2011: Vues de Paris, 1750–1850, Bibliothèque nationale de France, Paris 2011, ISBN 978-2-8144-0021-4.
- 2012: mit Eyal Sivan: Un état commun. Entre le Jourdain et la mer. Éditions La fabrique, Paris, ISBN 978-2-35872-033-5.
- 2012: Une histoire de la Révolution française. Éditions La fabrique, Paris.
- 2013: La barricade. Histoire d’un objet révolutionnaire. Éditions Autrement, Paris.
- 2013: mit Kamo: Premières mesures révolutionaires. Éditions La fabrique, Paris.
- 2015: La dynamique de la révolte. Éditions La fabrique, Paris.
  - 2019: Die Dynamik der Revolte. Über vergangene und kommende Aufstände. Aus dem Französischen und mit einem Vorwort versehen von Elfriede Müller, Unrast Verlag, Münster 2019, ISBN 978-3-89771-268-3.